# La Batea
La Batea es una localidad argentina ubicada en el Departamento Cruz del Eje de la provincia de Córdoba.
Se encuentra sobre las Salinas Grandes, 65 km al noroeste de Cruz del Eje.
La comuna presenta los peores indicadores sociales de la provincia. En la calle principal se ubican el edificio comunal, escuela primaria y dependencia policial. Carece de energía eléctrica. El principal medio de subsistencia es la cría de cabritos, aunque entre 2008 y 2011 perdió el 75% de las cabezas de ganado.

## Población
Cuenta con 167 habitantes (Indec, 2022), lo que representa un incremento del 41% frente a los 96 habitantes (Indec, 2010) del censo anterior.
| Gráfica de evolución demográfica de La Batea entre 2001 y 2022 |
|                                                                |
| Fuente: Censos nacionales del INDEC                            |